# Faid
Faid é um município da Alemanha localizado no distrito (Kreis ou Landkreis) de Cochem-Zell, na associação municipal de Verbandsgemeinde Cochem, no estado da Renânia-Palatinado.